# 臨床工学技士養成所
臨床工学技士養成所（りんしょうこうがくぎしようせいじょ）とは、臨床工学技士養成の施設で、臨床工学技士学校とも呼ばれる。

## 概要
高等学校卒業者等を対象とした、3・4年制の専門学校、4年制大学の他、大学・短期大学・専門学校卒業者等を対象とした1・2年制の大学専攻科・短期大学専攻科・専門学校が存在する。
指定の養成所で知識及び技能を修得することで、臨床工学技士国家試験の受験資格を得られる。

## 学校一覧
下記の養成校で専門的知識・技術を修了することで、臨床工学技士国家試験への受験資格を得、試験に合格することで資格取得する。また、多くの臨床工学技士の養成所は臨床工学技士受験資格の中に、指定科目の単位を取るだけでなく、第2種ME技術実力検定試験の合格も条件としている所もある。

### 大学
2022年現在、大学である臨床工学技士養成所は、募集停止校を除き46校存在する。
| 学校名           | 学部名                 | 学科名         | 専攻・コース名     | 所在地               |
| ---------------- | ---------------------- | -------------- | ------------------ | -------------------- |
| 日本医療大学     | 保健医療学部           | 臨床工学科     |                    | 北海道札幌市         |
| 北海道科学大学   | 保健医療学部           | 臨床工学科     |                    | 北海道札幌市         |
| 北海道情報大学   | 医療情報学部           | 医療情報学科   | 臨床工学専攻       | 北海道江別市         |
| 東北文化学園大学 | 工学部                 | 臨床工学科     |                    | 宮城県仙台市         |
| 日本大学         | 工学部                 | 機械工学科     | 臨床工学技士課程   | 福島県郡山市         |
| 日本大学         | 工学部                 | 電気電子工学科 | 臨床工学技士課程   | 福島県郡山市         |
| つくば国際大学   | 医療保健学部           | 医療技術学科   |                    | 茨城県土浦市         |
| 群馬パース大学   | 医療技術学部           | 臨床工学科     |                    | 群馬県高崎市         |
| 群馬医療福祉大学 | 医療技術学部           | 医療技術学科   | 臨床工学専攻       | 群馬県前橋市         |
| 埼玉医科大学     | 保健医療学部           | 臨床工学科     |                    | 埼玉県日高市         |
| 日本医療科学大学 | 保健医療学部           | 臨床工学科     |                    | 埼玉県入間郡毛呂山町 |
| 順天堂大学       | 医療科学部             | 臨床工学科     |                    | 千葉県浦安市         |
| 千葉科学大学     | 危機管理学部           | 保健医療学科   | 臨床工学コース     | 千葉県銚子市         |
| 東都大学         | 幕張ヒューマンケア学部 | 臨床工学科     |                    | 千葉県千葉市         |
| 杏林大学         | 保健学部               | 臨床工学科     |                    | 東京都三鷹市         |
| 帝京科学大学     | 生命環境学部           | 生命科学科     | 臨床工学コース     | 東京都足立区         |
| 帝京平成大学     | 健康メディカル学部     | 医療科学科     | 臨床工学コース     | 東京都豊島区         |
| 東京工科大学     | 医療保健学部           | 臨床工学科     |                    | 東京都大田区         |
| 東海大学         | 工学部                 | 医工学科       |                    | 神奈川県平塚市       |
| 神奈川工科大学   | 健康医療科学部         | 臨床工学科     |                    | 神奈川県厚木市       |
| 北里大学         | 医療衛生学部           | 医療工学科     | 臨床工学専攻       | 神奈川県相模原市     |
| 桐蔭横浜大学     | 医用工学部             | 臨床工学科     |                    | 神奈川県横浜市       |
| 新潟医療福祉大学 | 医療技術学部           | 臨床技術学科   |                    | 新潟県新潟市         |
| 公立小松大学     | 保健医療学部           | 臨床工学科     |                    | 石川県小松市         |
| 北陸大学         | 医療保健学部           | 医療技術学科   |                    | 石川県金沢市         |
| 東海学院大学     | 健康福祉学部           | 総合福祉学科   |                    | 岐阜県各務原市       |
| 中部大学         | 生命健康科学部         | 臨床工学科     |                    | 愛知県春日井市       |
| 藤田医科大学     | 医療科学部             | 医療検査学科   |                    | 愛知県豊田市         |
| 鈴鹿医療科学大学 | 医用工学部             | 臨床工学科     |                    | 三重県鈴鹿市         |
| 藍野大学         | 医療保健学部           | 臨床工学科     |                    | 大阪府茨木市         |
| 大阪電気通信大学 | 医療健康科学部         | 医療科学科     |                    | 大阪府四條畷市       |
| 滋慶医療科学大学 | 医療科学部             | 臨床工学科     |                    | 大阪府大阪市         |
| 森ノ宮医療大学   | 保健医療学部           | 臨床工学科     |                    | 大阪府大阪市         |
| 姫路獨協大学     | 医療保健学部           | 臨床工学科     |                    | 兵庫県姫路市         |
| 近畿大学         | 生物理工学部           | 医用工学科     |                    | 和歌山県紀の川市     |
| 岡山理科大学     | 生命科学部             | 医療技術学科   | 臨床工学コース     | 岡山県岡山市         |
| 川崎医療福祉大学 | 医療技術学部           | 臨床工学科     |                    | 岡山県倉敷市         |
| 倉敷芸術科学大学 | 生命科学部             | 生命科学科     | 臨床工学コース     | 岡山県倉敷市         |
| 広島工業大学     | 生命学部               | 生体医工学科   |                    | 広島県広島市         |
| 広島国際大学     | 保健医療学部           | 医療技術学科   | 臨床工学専攻       | 広島県東広島市       |
| 東亜大学         | 医療学部               | 医療工学科     | 臨床工学コース     | 山口県下関市         |
| 徳島文理大学     | 保健福祉学部           | 臨床工学科     |                    | 香川県さぬき市       |
| 純真学園大学     | 保健医療学部           | 医療工学科     |                    | 福岡県福岡市         |
| 帝京大学         | 福岡医療技術学部       | 医療技術学科   | 臨床工学コース     | 福岡県大牟田市       |
| 長崎総合科学大学 | 工学部                 | 工学科         | 医療工学コース     | 長崎県長崎市         |
| 崇城大学         | 生物生命学部           | 応用生命科学科 | 応用生命科学コース | 熊本県熊本市         |
| 東海大学         | 文理融合学部           | 人間情報工学科 |                    | 熊本県熊本市         |
| 九州保健福祉大学 | 生命医療学部           | 生命医療学科   |                    | 宮崎県延岡市         |

#### 専攻科・別科
2022年現在、大学の専攻科、及び別科である臨床工学技士養成所は、募集停止校を除き2校存在する。なお、すべて養成所（2）に該当する。
| 学校名           | 学科名             | 修業年限 | 所在地       |
| ---------------- | ------------------ | -------- | ------------ |
| 国際医療福祉大学 | 臨床工学特別専攻科 | 1年制    | 千葉県成田市 |
| 九州保健福祉大学 | 臨床工学別科       | 1年制    | 宮崎県延岡市 |

### 短期大学

#### 専攻科
2022年現在、短期大学の専攻科である臨床工学技士養成所は、募集停止校を除き1校存在する。なお、すべて養成所（2）に該当する。
| 学校名       | 学科名             | 修業年限 | 所在地       |
| ------------ | ------------------ | -------- | ------------ |
| 帝京短期大学 | 専攻科臨床工学専攻 | 1年制    | 東京都渋谷区 |

### 専修学校・各種学校

#### 養成所（1）
2022年現在、専修学校、または各種学校である臨床工学技士養成所のうち、養成所（1）に該当するものは、募集停止校を除き31校存在する。
| 学校名                                 | 学科名           | 修業年限 | 所在地           |
| -------------------------------------- | ---------------- | -------- | ---------------- |
| 札幌医学技術福祉歯科専門学校           | 臨床工学技士科   | 3年制    | 北海道札幌市     |
| 札幌看護医療専門学校                   | 臨床工学技士学科 | 3年制    | 北海道札幌市     |
| 吉田学園医療歯科専門学校               | 臨床工学科       | 3年制    | 北海道札幌市     |
| 国際医療看護福祉大学校                 | 臨床工学技士科   | 3年制    | 福島県郡山市     |
| さくら総合専門学校                     | 臨床工学科       | 3年制    | 栃木県さくら市   |
| 太田医療技術専門学校                   | 臨床工学科       | 3年制    | 群馬県太田市     |
| 池見東京医療専門学校                   | 臨床工学科       | 3年制    | 東京都大田区     |
| 首都医校                               | 臨床工学学科     | 4年制    | 東京都新宿区     |
| 東京医薬専門学校                       | 臨床工学技士科   | 3年制    | 東京都江戸川区   |
| 東京電子専門学校                       | 臨床工学科       | 3年制    | 東京都豊島区     |
| 読売理工医療福祉専門学校               | 臨床工学科       | 3年制    | 東京都文京区     |
| 国際メディカル専門学校                 | 臨床工学技士科   | 3年制    | 新潟県新潟市     |
| 静岡医療科学専門大学校                 | 医学工学科       | 3年制    | 静岡県浜松市     |
| 東海医療科学専門学校                   | 臨床工学科       | 3年制    | 愛知県名古屋市   |
| 名古屋医専                             | 臨床工学学科     | 4年制    | 愛知県名古屋市   |
| 大阪医専                               | 臨床工学学科     | 4年制    | 大阪府大阪市     |
| 大阪ハイテクノロジー専門学校           | 臨床工学技士科   | 3年制    | 大阪府大阪市     |
| 日本メディカル福祉専門学校             | 臨床工学科       | 3年制    | 大阪府大阪市     |
| 神戸総合医療専門学校                   | 臨床工学科       | 3年制    | 兵庫県神戸市     |
| 姫路医療専門学校                       | 臨床工学技士科   | 3年制    | 兵庫県姫路市     |
| 出雲医療看護専門学校                   | 臨床工学技士学科 | 3年制    | 島根県出雲市     |
| トリニティカレッジ広島医療福祉専門学校 | 臨床工学科       | 3年制    | 広島県広島市     |
| 四国医療福祉専門学校                   | 臨床工学学科     | 3年制    | 香川県高松市     |
| 四国医療技術専門学校                   | 臨床工学学科     | 3年制    | 愛媛県松山市     |
| 四国医療工学専門学校                   | 臨床工学学科     | 3年制    | 高知県高知市     |
| 博多メディカル専門学校                 | 臨床工学技士科   | 3年制    | 福岡県福岡市     |
| 熊本総合医療リハビリテーション学院     | 臨床工学学科     | 3年制    | 熊本県熊本市     |
| 大分平松総合医療専門学校               | 臨床工学科       | 3年制    | 大分県大分市     |
| 日本文理大学医療専門学校               | 臨床工学科       | 3年制    | 大分県大分市     |
| 鹿児島医療工学専門学校                 | 臨床工学学科     | 3年制    | 鹿児島県鹿児島市 |
| 沖縄医療工学院                         | 臨床工学科       | 3年制    | 沖縄県宜野湾市   |

#### 養成所（2）
2022年現在、専修学校、または各種学校である臨床工学技士養成所のうち、養成所（2）に該当するものは、募集停止校を除き6校存在する。
| 学校名                       | 学科名             | 修業年限 | 所在地         |
| ---------------------------- | ------------------ | -------- | -------------- |
| 首都医校                     | 臨床工学技士特科   | 1年制    | 東京都新宿区   |
| 北里大学保健衛生専門学院     | 臨床工学専攻科     | 1年制    | 新潟県南魚沼市 |
| 京都保健衛生専門学校         | 臨床工学技士専攻科 | 1年制    | 京都府京都市   |
| 大阪ハイテクノロジー専門学校 | 臨床工学技士専攻科 | 1年制    | 大阪府大阪市   |
| 日本メディカル福祉専門学校   | 臨床工学専攻科     | 2年制    | 大阪府大阪市   |
| 出雲医療看護専門学校         | 臨床工学技士専攻科 | 1年制    | 島根県出雲市   |

## 養成所入学資格

### 養成所（1）
臨床工学技士法第14条第1号において、「文部科学大臣が指定した学校又は都道府県知事が指定した臨床工学技士養成所（3年以上）」に指定されている養成所を指す。これらの養成所の入学資格は、大学と同様である。

### 養成所（2）
臨床工学技士法第14条第2号において、「文部科学大臣が指定した学校又は都道府県知事が指定した臨床工学技士養成所（1年以上）」に指定されている養成所を指す。これらの養成所の入学資格は、以下の学校・養成所において2年（高等専門学校にあっては5年）以上修業した者で、厚生労働大臣の指定する科目を修めたものである。
- 大学
- 高等専門学校
- 看護師養成所
- 診療放射線技師養成所
- 臨床検査技師養成所
- 理学療法士作業療法士養成施設
- 視能訓練士養成所
- 義肢装具士養成所
- 防衛医科大学校
- 職業能力開発短期大学校、職業能力開発大学校および職業能力開発総合大学校

### 養成所（3）
臨床工学技士法第14条第3号において、「文部科学大臣が指定した学校又は都道府県知事が指定した臨床工学技士養成所（2年以上）」に指定されている養成所を指す。これらの養成所の入学資格は、以下の学校・養成所において1年（高等専門学校にあっては4年）以上修業した者で、厚生労働大臣の指定する科目を修めたものである。
- 「養成所（2）」節に記載した学校、養成所
- 視能訓練士養成所
- 義肢装具士養成所
- 高等学校専攻科
- 防衛大学校
- 水産大学校
- 海上保安大学校
- 気象大学校

### 厚生労働大臣の指定する科目
- 人文科学2科目
- 社会科学2科目
- 自然科学2科目
- 外国語
- 保健体育
- 養成所（2）の場合は下記科目のうち8科目、養成所（3）の場合は4科目

公衆衛生学、解剖学、生理学、病理学、生化学、免疫学、看護学概論、保健技術学、応用数学、医用工学概論、システム工学、情報処理工学、電気工学、電子工学、物性工学、機械工学、材料工学、計測工学、放射線工学概論、臨床医学概論、内科診断学